# 布爾古省
布爾古省（法語：Boulgou）是布基納法索中東大區西南部的一個省，面積6,692平方公里。2006年人口542,286人。首府滕科多戈。
本區下轄十三縣。